# Davor Božinović
Davor Božinović, né le 27 décembre 1961 à Pula, est un homme politique croate, membre de l'Union démocratique croate (HDZ). Il est ministre de l'Intérieur depuis le 9 juin 2017 après avoir été ministre de la Défense entre 2010 et 2011.

## Biographie
Fils d'un officier de la Marine militaire yougoslave, Davor Božinović est diplômé de la faculté de science politique de l'université de Zagreb. En 1987, il rejoint le ministère de la Défense de la république socialiste de Croatie.
De 2002 à 2004, il est ambassadeur en Serbie et Monténégro. En 2004, il est nommé directeur du cabinet du président Stjepan Mesić. De 2005 à 2008, il est chef de la mission de la république de Croatie à l'Organisation du traité de l'Atlantique nord (OTAN). En septembre 2008, il est nommé secrétaire d'État pour intégration européenne au sein du ministère des Affaires étrangères, puis en juillet 2009, il devient secrétaire d'État pour les Affaires politiques au même ministère.
Du 29 décembre 2010 au 23 décembre 2011, il occupe le poste de ministre de la Défense dans le gouvernement de Jadranka Kosor.
Depuis le 9 juin 2017, il est ministre de l'Intérieur dans les gouvernements successifs d'Andrej Plenković et vice-Premier ministre depuis le 19 juillet 2019.